# Francesco De Gregori
Francesco De Gregori (Róma, 1951. április 4. –) olasz énekes, dalszövegíró.

## Élete
Rómában, középosztálybeli családban született. Gyermekkorát Pescarában töltötte, aztán visszatért a fővárosba. Zenéjére elsősorban Bob Dylan, Leonard Cohen és Fabrizio De André gyakorolt hatást. Muzsikájára a folk stílus jellemző, együtt dolgozott: Antonello Vendittivel, Lucio Dallával és Giovanna Marinivel.

## Diszkográfia

### Stúdióalbumok
- 1972 – Theorius Campus (Antonello Vendittivel)
- 1973 – Alice non lo sa
- 1974 – Francesco De Gregori
- 1975 – Rimmel
- 1976 – Bufalo Bill
- 1978 – De Gregori
- 1979 – Viva l'Italia
- 1982 – Titanic
- 1985 – Scacchi e tarocchi
- 1987 – Terra di nessuno
- 1989 – Mira Mare 19.4.89
- 1992 – Canzoni d'amore
- 1996 – Prendere e lasciare
- 2001 – Amore nel pomeriggio
- 2002 – Il fischio del vapore (Giovanna Marinivel)
- 2005 – Pezzi
- 2006 – Calypsos
- 2008 – Per brevità chiamato artista
- 2012 – Sulla strada
- 2014 – Vivavoce
- 2015 – De Gregori canta Bob Dylan – Amore e furto

### Élő felvételek
- 1975 – Bologna 2 settembre 1974 (dal vivo) (km. Lucio Dalla, Antonello Venditti és Maria Monti)
- 1979 – Banana Republic (km. Lucio Dalla)
- 1990 – Catcher in the Sky
- 1990 – Niente da capire
- 1990 – Musica leggera
- 1993 – Il bandito e il campione
- 1994 – Bootleg
- 1997 – La valigia dell'attore
- 2002 – Fuoco amico
- 2002 – In tour (km. Pino Daniele, Fiorella Mannoia és Ron)
- 2003 – Mix
- 2007 – Left & Right – Documenti dal vivo
- 2010 – Work in Progress (km. Lucio Dalla)
- 2012 – Pubs and Clubs – Live @ the Place
- 2012 – Vola vola vola – Canti popolari e canzoni (km. Ambrogio Sparagna és Maria Nazionale)
- 2017 – Sotto il vulcano

### Összegzők
- 1976 – Il mondo di Francesco De Gregori
- 1979 – Il mondo di Francesco De Gregori 2.
- 1979 – Greatest Hits
- 1987 – La nostra storia
- 1992 – All the Best
- 1996 – Le origini
- 1998 – Gli anni settanta
- 1998 – Curve nella memoria
- 1999 – Francesco De Gregori
- 2000 – Le canzoni d'amore: 1973-83
- 2006 – Tra un manifesto e lo specchio
- 2013 – Oggi